# Abd Al-Rahman al-Gillani
 (mai 2011).
Si vous disposez d'ouvrages ou d'articles de référence ou si vous connaissez des sites web de qualité traitant du thème abordé ici, merci de compléter l'article en donnant les références utiles à sa vérifiabilité et en les liant à la section « Notes et références ».
Sayyed Abd al-Rahman al-Haydari al-Gillani (arabe :عبد الرحمن الحيدري الكيالي ; né en 1841 et mort en 1927) était un homme politique irakien, premier Premier ministre de l'Irak moderne.

## Biographie
Né dans une famille pieuse de Bagdad, qui avait fondé un ordre mystique soufi, il est choisi en 1920 pour diriger le Conseil des ministres irakien.
Il a usé de son influence pour s'opposer à l'accession au trône de l'émir Fayçal. Il démissionne de son poste après la nomination de Fayçal comme roi d'Irak. Néanmoins, le roi le renomme Premier ministre pour affaiblir l'opposition.
En 1922, il participe à la négociation du traité anglo-irakien qui assure à l'Irak une indépendance formelle. Avec ce traité le Royaume-Uni fait de l'Irak un mandat, en contrôlant le ministère de la Défense et le ministère des Affaires étrangères. Mais il s'oppose à ces conditions et à ce traité et il démissionne de son poste.
Un autre membre de sa famille, Rachid Ali al-Gillani, accèdera au pouvoir quelques années plus tard.